# Mamadou Doucouré
Pour les articles homonymes, voir Doucouré.
Mamadou Doucouré, né le 21 mai 1998 à Dakar au Sénégal, est un footballeur franco-sénégalais.

## Biographie

### Jeunesse et formation
Mamadou Doucouré rejoint le Paris FC à l'âge de 8 ans puis intègre le centre de formation du Paris Saint-Germain 5 ans plus tard, en 2011.
A 14 ans il intègre l'équipe U15 qui remporte le championnat UNSS en 2012. En 2014 le PSG est finaliste du championnat national U17 mais échoue face à l'Olympique lyonnais (défaite 3-1), Mamadou entre seulement en cours de match. Dans la catégorie des moins de 19 ans il devient capitaine de l'équipe, atteint la finale de la Youth League 2016, perdue 2-1 face à Chelsea, et remporte le championnat national U19 la même année, en battant la génération lyonnaise les ayant battus deux ans plus tôt (victoire 2-1). Il sort malgré tout en cours de match sur blessure.
Alors qu'Alec Georgen, Lorenzo Callegari, Jonathan Ikoné et Odsonne Édouard, ses coéquipiers du Paris Saint-Germain ayant remporté l'Euro U17 à ses côtés, signent tous au club, Mamadou décide de ne pas continuer l'aventure parisienne, préférant rejoindre la Bundesliga.

### Débuts professionnels au Borussia Mönchengladbach
Le 17 juin 2016 il signe un contrat le liant au Borussia Mönchengladbach pour 5 ans.

## Palmarès
Avec l'équipe de France -17 ans, il remporte l'Euro -17 ans en 2015 puis remporte le tournoi international de Lafarge Foot Avenir avec l'équipe de France U18 en septembre 2015.

### En club
En 2016 il atteindra la finale de la youth League  (Ligue des champions des jeunes ) avec les u19 du PSG .
Champion de France U19 avec le PSG pour la saison 2015-2016.